# دمشق مع حبي (فلم)
دمشق مع حبي (بالإنجليزية: Damascus with Love) هو فيلم تم إنتاجه في سوريا وصدر في سنة 2010.

## وصلات خارجية
- مقالات تستعمل روابط فنية بلا صلة مع ويكي بيانات